# Tit Turnšek
Tit Turnšek, slovenski politik, diplomat, podjetnik in publicist, * 1938.
Doštudiral je elektrotehniko, nato pa je sprva delal kot informatik, kasneje pa je postal podjetnik in svetovalec. Med 27. februarjem 1997 in 13. marcem 1998 je bil minister za obrambo Republike Slovenije.
V letu 2014 je doktoriral na Fakulteti za organizacijske študije (FOŠ) v Novem mestu z disertacijo: Razvoj generičnega dinamičnega modela konflikta v interakciji z organizacijskim okoljem.

Po upokojitvi je začel pisati knjige s tematiko iz mednarodnih odnosov. Poleg tega je svetovalec Iskre, dejaven pa je tudi v kitajsko-slovenskem društvu. Je član društva za mednarodne odnose kluba bivših slovenskih ambasadorjev. 2013-19 je bil predsednik Zveze združenj borcev za vrednote NOB Slovenije.